# Montcet
Montcet és un municipi francès situat al departament de l'Ain i a la regió d'Alvèrnia-Roine-Alps. L'any 2007 tenia 662 habitants.

## Demografia

### Població
El 2007 la població de fet de Montcet era de 662 persones. Hi havia 217 famílies de les quals 26 eren unipersonals (17 homes vivint sols i 9 dones vivint soles), 56 parelles sense fills, 126 parelles amb fills i 9 famílies monoparentals amb fills.
La població ha evolucionat segons el següent gràfic:
Habitants censats

### Habitatges
El 2007 hi havia 236 habitatges, 222 eren l'habitatge principal de la família, 5 eren segones residències i 9 estaven desocupats. 214 eren cases i 21 eren apartaments. Dels 222 habitatges principals, 175 estaven ocupats pels seus propietaris, 41 estaven llogats i ocupats pels llogaters i 7 estaven cedits a títol gratuït; 2 tenien una cambra, 4 en tenien dues, 27 en tenien tres, 48 en tenien quatre i 141 en tenien cinc o més. 193 habitatges disposaven pel capbaix d'una plaça de pàrquing. A 83 habitatges hi havia un automòbil i a 135 n'hi havia dos o més.

### Piràmide de població
La piràmide de població per edats i sexe el 2009 era:
| Homes | Edats   | Dones |
| ----- | ------- | ----- |
| 0     | 95 o +  | 0     |
| 0     | 90 a 94 | 0     |
| 0     | 85 a 89 | 4     |
| 0     | 80 a 84 | 4     |
| 4     | 75 a 79 | 4     |
| 8     | 70 a 74 | 8     |
| 12    | 65 a 69 | 8     |
| 12    | 60 a 64 | 4     |
| 4     | 55 a 59 | 8     |
| 12    | 50 a 54 | 12    |
| 20    | 45 a 49 | 20    |
| 16    | 40 a 44 | 4     |
| 24    | 35 a 39 | 32    |
| 32    | 30 a 34 | 24    |
| 4     | 25 a 29 | 16    |
| 12    | 20 a 24 | 0     |
| 20    | 15 a 19 | 24    |
| 28    | 10 a 14 | 24    |
| 28    | 5 a 9   | 16    |
| 20    | 0 a 4   | 24    |

## Economia
El 2007 la població en edat de treballar era de 423 persones, 351 eren actives i 72 eren inactives. De les 351 persones actives 337 estaven ocupades (182 homes i 155 dones) i 14 estaven aturades (4 homes i 10 dones). De les 72 persones inactives 17 estaven jubilades, 43 estaven estudiant i 12 estaven classificades com a «altres inactius».

### Ingressos
El 2009 a Montcet hi havia 226 unitats fiscals que integraven 677,5 persones, la mediana anual d'ingressos fiscals per persona era de 19.930 €.

### Activitats econòmiques
Dels 9 establiments que hi havia el 2007, 2 eren d'empreses alimentàries, 2 d'empreses de construcció, 1 d'una empresa d'hostatgeria i restauració, 1 d'una empresa d'informació i comunicació i 3 d'empreses classificades com a «altres activitats de serveis».
Dels 3 establiments de servei als particulars que hi havia el 2009, 2 eren fusteries i 1 saló de bellesa.
L'únic establiment comercial que hi havia el 2009 era una fleca.
L'any 2000 a Montcet hi havia 11 explotacions agrícoles que ocupaven un total de 288 hectàrees.

## Equipaments sanitaris i escolars
El 2009 hi havia una escola elemental integrada dins d'un grup escolar amb les comunes properes formant una escola dispersa.

## Poblacions més properes
El següent diagrama mostra les poblacions més properes.